# 杰伊 (佛罗里达州)
杰伊（英語：Jay），是美国佛罗里达州聖羅薩縣下属的一座城镇。建立于1939年。面积约为4.1平方公里（约合1.6平方英里）。根据2010年美国人口普查，该市有人口533人。论人口在本州排行第369。